# 베들레헴

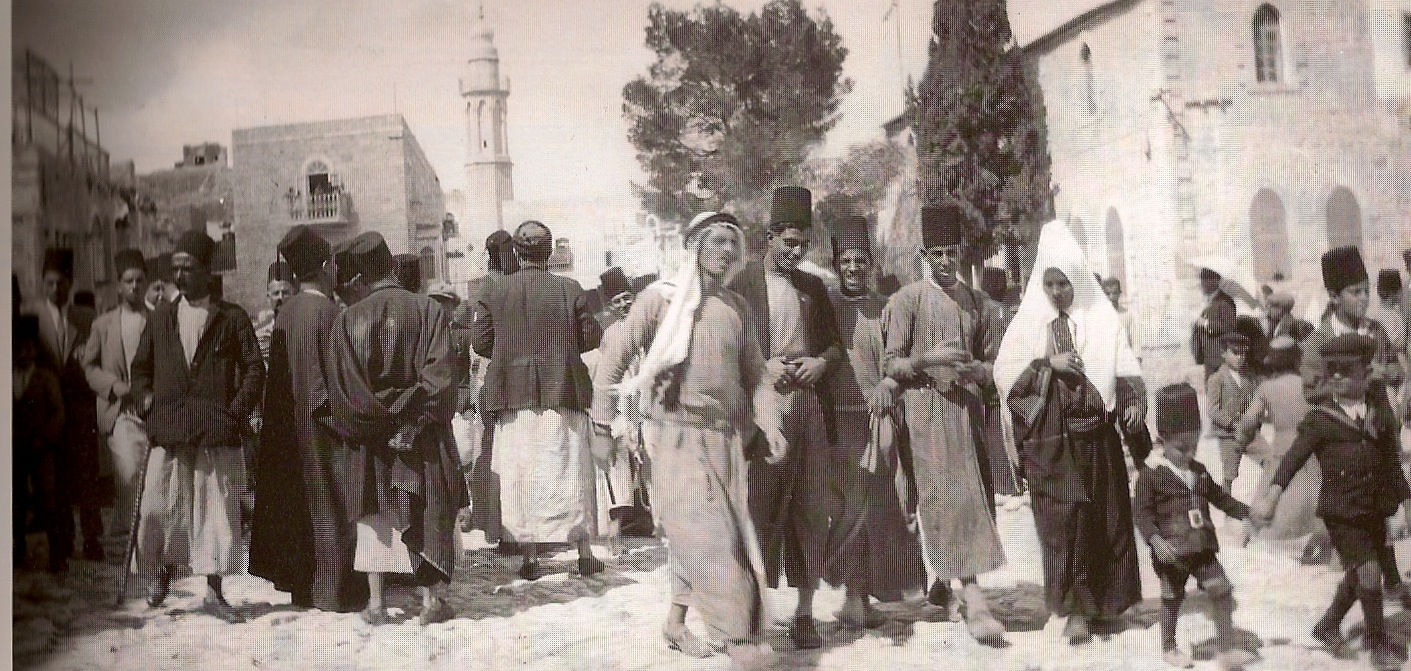
현대식 건물이 들어선 베들레헴

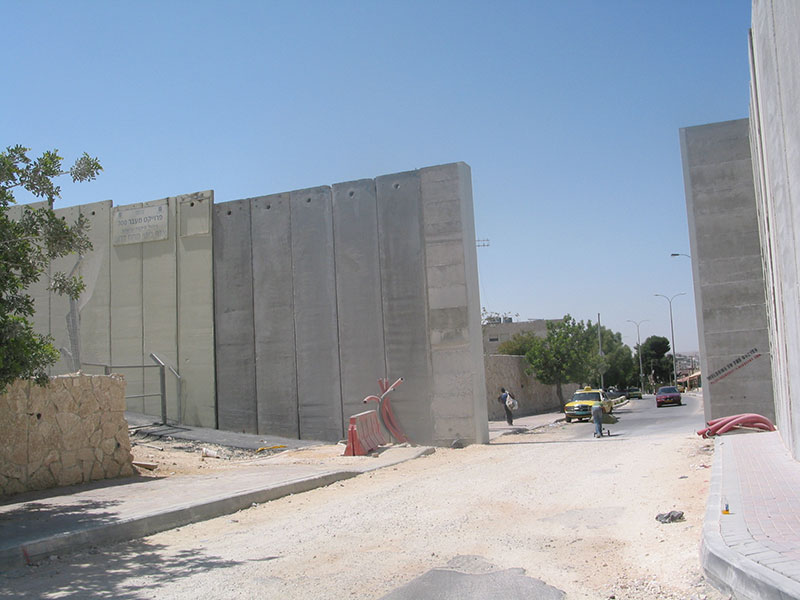
예루살렘으로부터 이어지는 베들레헴 입구.

베들레헴(히브리어: בית לחם 베틀레헴, 아랍어: بيت لحم 베틀라흠[*])은 요르단강 서안 지구에 있는 예루살렘에서 약 10여 킬로미터 떨어져 있는 작은 도시로서 팔레스타인 베들레헴주의 주도이기도 하다. 베들레헴이라는 이름은 집을 의미하는 ‘Beth’ 혹은 ‘Beit’와 고기, 빵을 의미하는 ‘Lehem’이 합쳐진 말로서, 그대로 풀이하면 “빵집”이 된다.
베들레헴은 해발 777미터의 산지에 위치해 있으며 인근의 같은 접두어를 가진 작은 마을 베이트 잘라, 베이트 사훌 등과 접해 있다. 베들레헴은 기독교에서 예수가 태어난 마을로 알려져 있다. 하지만 사람들이 예수를 나사렛 사람이라고 부르고, 심지어는 나자렛에서 무슨 신통한 것이 나올 수 있겠느냐고 말했다는 요한 복음서의 언급에 근거, 예수가 나자렛에서 태어났다고 보는 해석도 있다.
고대 메소포타미아 지방과 이집트를 잇는 중간지역으로 예루살렘 남쪽 7km에 위치한다. AD330년 콘스탄틴황제에 의해 세워진 후 십자군 시대를 거쳐 현재까지 이르는 역사를 한눈에 볼 수 있는 곳이다. 예수 탄생장소로 워낙 유명하기 때문에 연중 수많은 순례객이 찾는다. 또한 이곳에는 야곱의 아내 라헬의 무덤이 있어 아이가 없는 유대교 여자들이 자주 찾아간다. 베들레헴 교회에서는 옛 모습이 그대로 남아있는 양치기의 들(Shepherds’ Field)을 볼 수도 있다.

## 기후
| Bethlehem의 기후         | Bethlehem의 기후 | Bethlehem의 기후 | Bethlehem의 기후 | Bethlehem의 기후 | Bethlehem의 기후 | Bethlehem의 기후 | Bethlehem의 기후 | Bethlehem의 기후 | Bethlehem의 기후 | Bethlehem의 기후 | Bethlehem의 기후 | Bethlehem의 기후 | Bethlehem의 기후 |
| 월                       | 1월              | 2월              | 3월              | 4월              | 5월              | 6월              | 7월              | 8월              | 9월              | 10월             | 11월             | 12월             | 연간             |
| ------------------------ | ---------------- | ---------------- | ---------------- | ---------------- | ---------------- | ---------------- | ---------------- | ---------------- | ---------------- | ---------------- | ---------------- | ---------------- | ---------------- |
| 일평균 최고 기온 °C (°F) | 12 (54)          | 13 (55)          | 16 (61)          | 22 (72)          | 26 (79)          | 28 (82)          | 30 (86)          | 30 (86)          | 28 (82)          | 26 (79)          | 20 (68)          | 14 (57)          | 22 (72)          |
| 일평균 최저 기온 °C (°F) | 5 (41)           | 5 (41)           | 7 (45)           | 10 (50)          | 14 (57)          | 17 (63)          | 19 (66)          | 19 (66)          | 17 (63)          | 15 (59)          | 11 (52)          | 7 (45)           | 12 (54)          |
| 평균 강우일수            | 12               | 11               | 9                | 4                | 2                | 0                | 0                | 0                | 0                | 3                | 7                | 11               | 59               |
| 평균 강설일수            | 1                | 1                | 0                | 0                | 0                | 0                | 0                | 0                | 0                | 0                | 0                | 1                | 3                |
| 출처: myweather2.com     |                  |                  |                  |                  |                  |                  |                  |                  |                  |                  |                  |                  |                  |

## 구약성서에서 나오는 베들레헴
구약성서에서는 베들레헴을 다윗의 고향이며, 판관기(판관기 17장, 19장), 역대기상(11:1-19)에도 베들레헴이 지명으로 언급되어 있다. 신약성서에도 기독교의 중심인물인 예수가
태어났다

## 현대의 베들레헴
1948년 제1차 중동 전쟁의 결과 요르단이 점령하였으나, 1967년에 6일 전쟁의 결과 이스라엘이 점령하였다. 오슬로 평화 협정에 따라 1995년 이스라엘은 팔레스타인 자치정부에 도시의 통치권을 넘겨주고, 그 해 12월 21일 군대를 철수하였다.
제2차 인티파다기간 중인 2000년~2005년 사이, 베들레헴의 인프라와 관광산업은 파괴되었다. 현재의 베들레헴은 요르단강 서안 지구(西岸地區)에 위치하는 도시로, 인구는 2만 5천명 가량이다.

## 주민
무슬림이 인구의 다수를 차지하지만, 팔레스타인 기독교도(주로 동방정교도이거나 가톨릭)들의 중요한 근거지이기도 하다. 1947년에는 기독교도가 베들레헴 인구의 85%였으나, 1998년에는 40%로 감소하였다.

## 행정
시의 규칙에 따라서, 베들레헴 시장과 부시장은 기독교 신자여야 한다. 또한 만약 시장이 가톨릭 교도라면 부시장은 동방정교도여야 하며, 그 반대의 경우에는 부시장은 가톨릭이어야 한다. 2012년 10월 선거에서 승리한 파타당원 베라 바분(Vera Baboun)은 가톨릭교도로서, 베들레헴 최초의 여시장이다.

## 명소
- 예수 탄생 기념 성당

## 같이 보기
- 팔레스타인
- 이스라엘
- 이스라엘 정착촌